# Jakob Ahlmann Nielsen
Jakob Ahlmann Nielsen (ur. 18 stycznia 1991 w Aalborgu) – duński piłkarz grający na pozycji lewego obrońcy. Trzykrotny reprezentant kraju.

## Kariera klubowa
Swoją karierę piłkarską Ahlmann Nielsen rozpoczął w klubie Brønderslev IF. W latach 2004–2006 był zawodnikiem juniorów Aalborga, a w latach 2006–2009 trenował w FC Midtjylland. W 2009 wrócił do Aalborga. 16 maja 2010 zadebiutował w Superligaen w zremisowanym 0:0 domowym meczu z HB Køge. Od sezonu 2011/2012 zaczął regularnie występować w zespole. Pierwszego gola w najwyższej lidze duńskiej strzelił 16 kwietnia 2014 w wygranym 2:0 wyjazdowym spotkaniu z Viborgiem. W sezonie 2013/2014 wywalczył z Aalborgiem mistrzostwo oraz puchar Danii. W sierpniu 2014 doznał kontuzji więzadła krzyżowego, przez którą wrócił do gry we wrześniu 2015. W sezonie 2022/2023 jego klub spadł z Superligaen, jednak w następnym powrócił do najwyższej ligi duńskiej. W maju 2024 Ahlmann Nielsen ogłosił zakończenie kariery piłkarskiej oraz objęcie funkcji skauta w Aalborgu od 1 lipca tego roku. Łącznie wystąpił w 275 meczach w Superligaen, w których strzelił 7 goli.

## Kariera reprezentacyjna
Ahlmann Nielsen grał w młodzieżowych reprezentacjach Danii na różnych szczeblach wiekowych. W dorosłej reprezentacji zadebiutował 22 maja 2014 w zremisowanym 2:2 towarzyskim meczu z Węgrami, rozegranym w Debreczynie. Łącznie wystąpił w trzech spotkaniach pierwszej drużyny narodowej w latach 2014–2020.

## Statystyki

### Klubowe
| Sezon   | Klub       | Kraj  | Rozgrywki   | Mecze | Bramki |
| ------- | ---------- | ----- | ----------- | ----- | ------ |
| 2009/10 | Aalborg BK | Dania | Superligaen | 1     | 0      |
| 2010/11 | Aalborg BK | Dania | Superligaen | 0     | 0      |
| 2011/12 | Aalborg BK | Dania | Superligaen | 17    | 0      |
| 2012/13 | Aalborg BK | Dania | Superligaen | 29    | 0      |
| 2013/14 | Aalborg BK | Dania | Superligaen | 29    | 2      |
| 2014/15 | Aalborg BK | Dania | Superligaen | 2     | 0      |
| 2015/16 | Aalborg BK | Dania | Superligaen | 12    | 0      |
| 2016/17 | Aalborg BK | Dania | Superligaen | 24    | 0      |
| 2017/18 | Aalborg BK | Dania | Superligaen | 28    | 1      |
| 2018/19 | Aalborg BK | Dania | Superligaen | 25    | 0      |
| 2019/20 | Aalborg BK | Dania | Superligaen | 28    | 0      |
| 2020/21 | Aalborg BK | Dania | Superligaen | 28    | 3      |
| 2021/22 | Aalborg BK | Dania | Superligaen | 29    | 1      |
| 2022/23 | Aalborg BK | Dania | Superligaen | 23    | 0      |
| 2023/24 | Aalborg BK | Dania | 1. division | 22    | 1      |

### Reprezentacyjne
| Mecze i gole w reprezentacji | Mecze i gole w reprezentacji | Mecze i gole w reprezentacji | Mecze i gole w reprezentacji | Mecze i gole w reprezentacji | Mecze i gole w reprezentacji | Mecze i gole w reprezentacji |
| #                            | Data                         | Stadion                      | Rywal                        | Wynik                        | Gol                          | Rozgrywki                    |
| Dania                        | Dania                        | Dania                        | Dania                        | Dania                        | Dania                        | Dania                        |
| ---------------------------- | ---------------------------- | ---------------------------- | ---------------------------- | ---------------------------- | ---------------------------- | ---------------------------- |
| 1.                           | 22.05.2014                   | Debreczyn, Węgry             | Węgry                        | 2:2                          |                              | towarzyski                   |
| 2.                           | 28.05.2014                   | Kopenhaga, Dania             | Szwecja                      | 1:0                          |                              | towarzyski                   |
| 3.                           | 11.11.2020                   | Brøndbyvester, Dania         | Szwecja                      | 2:0                          |                              | towarzyski                   |

## Sukcesy
Aalborg BK
- Mistrzostwo Danii: 2013/2014
- Puchar Danii: 2013/2014